# Phaonia vittihorax
Phaonia vittihorax är en tvåvingeart som beskrevs av Stein 1913. Phaonia vittihorax ingår i släktet Phaonia och familjen husflugor. Inga underarter finns listade i Catalogue of Life.